# Goal! (jeu vidéo, 1988)
Goal! est un jeu vidéo de football développé et édité par Jaleco en 1988 sur Nintendo Entertainment System.
Le jeu consiste à disputer et remporter la Coupe du monde de football.

## Les équipes
| - Argentine - Pays-Bas - Danemark - États-Unis | - Angleterre - Italie - Japon - France | - Brésil - Espagne - Algérie - URSS | - RFA - Pologne - Belgique - Uruguay |

En la version japonaise, les EUA et Uruguay sont remplacent par  Écosse et  Irlande du Nord.

## Déroulement du jeu
Le premier tour est découpé en 4 groupes de quatre équipes chacun. Les deux premiers sont qualifiés pour les quarts de finale. Il s'ensuit une phase à élimination directe jusqu'à la finale.
Le jeu contient également une compétition de football entre huit club américains (New York, Boston, Chicago, Atlanta, Miami, Kansas City, Dallas et Los Angeles). La compétition est à élimination directe.
Le jeu contient enfin une épreuve de tirs au but et un entraînement au corner : le joueur a le choix entre 3 joueurs de football fictifs (Roko, Juarez et Hansen) qui ne sont pas sans rappeler Pelé, Maradona et Beckenbauer.